# 贝利雷瓜尔德
贝利雷瓜尔德，是西班牙巴伦西亚自治区巴伦西亚省的一个市镇。总面积3平方公里，总人口3912人（2001年），人口密度1304人/平方公里。